# Hurricane (сербський гурт)
Hurricane, також відомий як Hurricane Girls — сербський R&B-поп гурт, який створив Зоран Мілінкович у листопаді 2017 року, до складу якого входять: Саня Вучич, Івана Ніколич та Ксенія Кнежевич. Гурт представляв Сербію на пісенному конкурсі «Євробачення 2021» з піснею «Loco Loco».

## Історія
У 2017 році Зоран Мілінкович вирішив створити жіночий гурт, після кастингу в Белграді були обрані учасниці гурту Саня Вучич, Івана Ніколич та Ксенія Кнежевич.
На початку 2018 року вийшов перший сингл гурту «Irma, Maria», який заклав допомогти постраждалим від ураганів «Ірма» та «Марія». Того ж року вони записали ще чотири сингли англійською мовою та кілька кавер-версій пісень закордонних артистів. У вересні 2019 року вони випустили пісню «Favorito», першу сербськомовну пісню. Того ж року гурт співпрацював з Universal Music Group над двома новими синглами для закордонного ринку. Наступною піснею, яку гурт випустив на сербській мові була «Avantura», яка вийшла у листопаді того ж року. Кліп на пісню був знятий на Карибському морі.
У січні 2020 року стало відомо що гурт братиме участь у сербському національному відборі Беовизија на 65-й пісенний конкурс «Євробачення» з піснею «Hasta La Vista». 1 березня гурт переміг у фіналі національного відбору, тож представлятиме Сербію на конкурсі «Євробачення» у Роттердамі, Нідерланди.

## Склад
- Саня Вучич

Вучич походить з родини музикантів, в початковій школі була у альтертрок-гурті. Вона грала у фольк та джазових колективах, співала у церковному хорі. Вона була в складі гурту «ZAA» протягом п'яти років; вона представляла Сербію на пісенному конкурсі «Євробачення».
- Івана Ніколич

Ніколич професійна танцівниця та багаторазова чемпіонка з танців. У 2017 році знялася у кліпі на пісню «Mlada i luda» боснійського хіп-хоп виконавець Jala Brat.
- Ксенія Кнежевич

Батько Кнежевич — чорногорський співак Кнез. В юному віці вона брала участь у дитячих музичних фестивалях. У 2013 році у складі тріо «Sky's» з піснею «Magija» брала участь у сербському національному відборі на «пісенний конкурс Євробачення 2013». Перед тим, як приєднатися до «Hurricane», вона була в складі гурту «Sevdah Baby».

## Дискографія

### Музичні відео
| Рік  | Песма                                  | Режисер           |
| ---- | -------------------------------------- | ----------------- |
| 2018 | Irma, Maria feat. Danjah               | Душан Яукович     |
| 2018 | Feel Right                             | Душан Яукович     |
| 2018 | Personal                               | Душан Яукович     |
| 2019 | Pain in your eyes                      | Мілош Сарович     |
| 2019 | Magic Night                            |                   |
| 2019 | Favorito                               | Дарко Димитров    |
| 2019 | Avantura                               | Душан Яукович     |
| 2019 | Brzi Prsti                             | Душан Яукович     |
| 2020 | Guallame El Pantalon feat. King Melody | Душан Яукович     |
| 2020 | Hasta La Vista                         | Джордже Обрадович |